# Dunje
Dunje (makedonska: Дуње) är en ort i Nordmakedonien. Den ligger i kommunen Prilep, i den centrala delen av landet, 80 kilometer söder om huvudstaden Skopje. Dunje ligger 588 meter över havet och antalet invånare är 333.